# Chiloscyllium griseum
Espèce
Statut de conservation UICN

 NT  : Quasi menacé
Répartition géographique
Le Requin-chabot gris (Chiloscyllium griseum) vit dans l'ouest des océans Indien et Pacifique, de la surface à -80 m et atteint 70 cm.